# Paul Sturgess
Paul Sturgess (Loughborough, 25 novembre 1987) è un ex cestista britannico.

## Carriera
Alto 234 cm per un peso di 147 kg, è stato il cestista più alto del mondo secondo il Guinnes World Record. La sua ultima misurazione risale al novembre del 2011, anche se Sturgess risulta essere ancora in crescita. Dall'età di 18 anni, quindi dal 2005, milita negli Harlem Globetrotters, una squadra di pallacanestro statunitense. Dal 2013, viene trasferito nei Texas Legends; nel periodo trascorso in Texas gioca 13 partite, nel corso delle quali segna 11 punti totali.
Dal 26 febbraio 2017, a causa della morte di Neil Fingleton, Paul risulta essere l'uomo più alto del Regno Unito.